# المرشة الحديدية
المرشة الحديدية هي أداة تعذيب تشبه أداة يستعملها القساوسة والرهبان لرش الماء المبارك، كانت تستعمل في العصور الوسطى وفي محاكم التفتيش.

## طريقة أستعمالها
يتم ملأ المرشة بالرصاص المنصهر أو الزيت المغلي ويتم صبه في معدة الضحية و على ظهرهم أو على أعضائهم الحساسة.